# 翁斯海姆
翁斯海姆是德国莱茵兰-普法尔茨州的一个市镇。总面积8.79平方公里，总人口864人，其中男性419人，女性445人（2011年12月31日），人口密度98人/平方公里。